# Poslední vládce větru
Poslední vládce větru (anglicky The Last Airbender) je americký fantasy film z roku 2010, režírovaný M. Nightem Shyamalanem. Film v roce 2010 získal cenu Zlatá malina za nejhorší film roku.

## Děj
Čtyřem živlům, vodě, ohni, vzduchu a zemi, vládnou čtyři národy. Mír mezi nimi udržuje Avatar, člověk z některého z národů, který má schopnost ovládat všechny čtyři živly. Ovšem ten před dlouhou dobou zmizel.
Katara z jižního rodu národa vody, která je obdařená vládnout vodě, se svým bratrem Sokkou jednoho dne najdou v ledu zamrzlého chlapce a jeho bizona. Z ledu je vysvobodí a vezmou do své vesnice. Chlapec se představí jako Aang, jméno jeho bizona je Appa. Za nějakou dobu do vesnice připluje princ Zuko, syn krále národa ohně, který hledá a chce zajmout avatara. Zuko si chlapce odvede na svoji loď. Na lodi ho s pomocí svého strýce Iroha otestuje a zjistí, že je to dávno ztracený Avatar. Katara se mezitím rozhodne chlapce zachránit, Sokka jí ale nenechá jít samotnou. Když přemýšlí nad způsobem, jak se co nejdříve dostat za Aangem, zjistí, že Aangův bizon umí létat.
Aangovi se podaří se vysvobodit ze zajetí prince Zuka. Všimne si svého létajícího bizona a z lodi prince Zuka odletí na malém skládacím letadle. Aang se vrátí domů do chrámu, kde vyrůstal, na cestě ho doprovází Katara a Sokka. Doma zjistí, že všichni příslušníci národa větru byli povražděni. Povraždili je vojáci národa ohně, protože poslední známý Avatar byl/je právě z národa větru. Protože Aang je rozrušený, podaří se mu díky meditaci spojit se dračím duchem. Dračí duch se ho ptá, kde byl tak dlouho. Aang se vyleká a jeho meditace tak končí. Aang se přizná, že umí ovládat pouze vzduch a že ovládání ostatních tří živlů se musí teprve naučit. Nejprve se musí naučit ovládání vody, proto se musí vydat za severním rodem národa vody, protože severní rod má lepší učitele než jižní rod.
Na cestě za severním rodem národa vody potkají chlapce, který patří k národu země a ten jim řekne, že jsou ovládáni národem ohně a mají zakázáno používat kouzla země. Kvůli tomu vojáci národa ohně chlapce pronásledují. Katara se chlapci snaží pomoci a vojáci rodu ohně to považují za rebelii a Katara, Sokka a Aang jsou zajati. Jako zajatci jsou přivedeni k ostatním zajatcům, kterými jsou příslušníci národa země. Aang se je snaží povzbudit ke vzdoru s tím, že jim jako Avatar pomůže. Protože mu ale lidé země nevěří, musí jim dokázat, že je vládce větru. Vězni z národa země se postupně rozhodnou k boji a podaří se jim se vysvobodit, volní jsou i Katara a Sokka. Lidé národa země ukazují Aangovi sochu jeho minulého vtělení, které bylo příslušníkem národa země. Lidé národa země získají zpět své svitky a Katara dostane zpět učební svitek o ovládání vody, který kdysi národ ohně jižnímu rodu národu vody uzmul.
Na cestě za severním rodem národa vody osvobozují další vesnice národa země. Přitom se Katara a Aang učí ovládat vodu podle opět získaného svitku. Když se dostanou do blízkosti jiného chrámu národa větru, Aang se rozhodne ho navštívit, i přesto, %ze Sukka má pocit, že je někdo sleduje. V chrámu Aang potká starce, který mu chce ukázat místnost se sochami všech avatarů, ale ukáže se, že je to past, a Aang je zajat velitelem Zhaem z národa ohně.
Vojáci národa ohně pod vedením Zhaa přesunou Aanga do své pevnosti, kde ho spoutají. Při slavnosti se ale objeví modrý duch a Aanga vysvobodí z pout. Aang chce uletět na svém skládacím letadle, ale když vidí bojujícího modrého ducha, vrátí se a pomůže mu. Když jsou Aang a modrý duch před pevností, modrý duch je raněn. Aang mu odkryje masku a zjistí, že je to princ Zuko. Aang vyvolá mlhu a prince Zuku odnese do bezpečí, kde ho uzdraví. Zukovi se ale neukáže.
Aang se vrátí ke Kataře a Sokkovi a na bizonu letí k severnímu rodu národa vody. Aang dokáže, že je vládce větru a učitel severního rodu národa vody souhlasí s tím, že bude Aanga učit. Sokka se zamiluje do princezny Yue, která vládne severnímu rodu národa vody.
Město severního rodu národa vody je napadeno národem ohně. Aang hledá posvátné místo, na kterém může meditovat. Hlas dračího ducha mu sdělí, že v boji nesmí nikomu ublížit, a poradí mu, ať vojákům národa ohně ukáže sílu oceánu.
Aang ukončí meditaci a vydá se na hradby, kde zkouší ovládat hladinu oceánu. Podaří se mu ji zvednout tak, že je výše než lodě národa ohně. Vojáci národa ohně se jí mohou dotknout. To vojáky národa ohně vyděsí, vojáci se postupně stáhnou a lodě odplují.
Zpráva o konci souboje se dostane ke králi národa ohně. Když se dozví, že jeho syn Zuko utekl, jeho bratr Iroh zradil a velitel Zhao není naživu, pověří úkolem zajmout avatara Zukovu sestru.
Po skončení boje lidé severního rodu národa vody před Aangem pokleknou, protože chtějí, aby byl jejich avatarem. Pokleknou i Katara a Sokka.

## Obsazení
| Noah Ringer                              | Aang                             |
| Nicola Peltz                             | Katara                           |
| Jackson Rathbone                         | Sokka                            |
| Katharine Houghton                       | Katařina babička                 |
| Dev Patel                                | princ Zuko                       |
| Shaun Toub                               | Iroh, Zukoův strýc               |
| Aasif Mandvi                             | velitel Zhao                     |
| Cliff Curtis                             | Ozai, pán ohně, Zukoův otec      |
| Seychelle Gabriel                        | princezna Yue                    |
| Summer Bishil                            | Azula                            |
| Francis Guinan                           | mistr Pakku                      |
| Damon Gupton                             | mnich Gyatso                     |
| Randall Duk Kim                          | starý muž v chrámu               |
| John Noble                               | hlas Dračího ducha               |
| LA'Tino                                  |                                  |
| John D'Alonzo                            | Zhaoův asistent                  |
| Keong Sim                                | otec z vládců země               |
| Isaac Jin Solstein                       | syn z vládců země                |
| Edmund Ikeda                             | starý muž z města Kyoshi         |
| Morgan Spector                           | voják národa ohně                |
| Karim Sioud                              | hlídač vězení národa ohně        |
| Manu Narayan                             | hlavní hlídač vězení národa ohně |
| Kevin Yamada                             | vězeň království země            |
| Ted Oyama                                | vesničan z Kyoshi                |
| Ritesh Rajan                             | voják národa ohně                |
| Georgie DeNoto jako George DeNoto        | dítě v čajovém domě              |
| Manuel Kanian                            | nervózní vězeňský hlídač         |
| Chris Brewster jako Christopher Brewster | bojující vládce ohně             |
| Ryan Shams                               | vedoucí Archer                   |
| Jeffrey Zubernis                         | voják národa vody                |
| Brian Johnson                            | voják národa vody                |
| J.W. Cortes                              | rádce vládce ohně                |

### Nezmínění v titulcích
Následující herci nejsou zmínění v titulcích:
| Alex Alessi                  | voják severního rodu národa vody                               |
| Mohammed J. Ali              | voják národa ohně                                              |
| Frank Apollonio              | voják národa vody                                              |
| Dee Bradley Baker            | Appa / Momo                                                    |
| Alexander Baliev             | Zukoův nohsled                                                 |
| Hasan Bivings                | vesničan v království země                                     |
| Ernest E. Brown              | bubeník v království země                                      |
| Tamiko Brownlee              | bojovník Kyoshi                                                |
| Steven Carey                 | bojovník národa zmrzlého ohně / vládce vody severního národa   |
| J. Center                    | vesničan severního rodu národa vody                            |
| George Coward                | voják národa ohně                                              |
| Sean Crisden                 | voják národa ohně                                              |
| Tom Delconte                 | voják severního rodu národa vody                               |
| Danny Donnelly               | voják severního rodu národa vody                               |
| Robert Eckard                | bojovník národa ohně                                           |
| Kristian Francis Falkenstein | voják národa ohně                                              |
| Akira Fitton                 | vězeň Kyoshi                                                   |
| Jae Greene                   | voják národa ohně                                              |
| Sam Ibram                    | voják národa ohně                                              |
| Kirk Kelly                   | voják národa vody                                              |
| Jona Kessler                 | voják národa ohně                                              |
| Ali Khan                     | voják národa ohně                                              |
| Michael J. Kraycik           | vesničan severního rodu národa vody                            |
| Zackary Kresser              | voják národa ohně                                              |
| Joe Krieg                    | chlapec bojující Tai Chi                                       |
| Erica LaRose                 | vesnické děvče                                                 |
| Robert Lenzi                 | mladý voják                                                    |
| Bob Lewandowski              | bojovník severního rodu národa vody                            |
| Roberto Lombardi             | voják národa ohně                                              |
| Brian M. Martin              | voják severního rodu národa vody / elitní bojovník národa ohně |
| Doua Moua                    | strážce národa země                                            |
| Ken Myers                    | voják národa ohně                                              |
| Matthew Nadu                 | voják se speciálními schopnostmi                               |
| Eddie Noone                  | voják národa ohně                                              |
| Stephen Oyoung               | mistr vládce země                                              |
| Mihir Pathak                 | voják národa ohně                                              |
| Joe Polito                   | bojovník národa ohně                                           |
| David L. Powell III          | krytí národa vody                                              |
| Jordan Romero                | voják národa ohně                                              |
| Valentino Rudi               | voják národa ohně                                              |
| James Sayess                 | bojovník národa ohně                                           |
| Philip J Silvera             | vládce ohně v zajetí národa země                               |
| Gilbert Soto                 | bojovník národa ohně                                           |
| London Summers               | voják severního rodu národa vody                               |
| Jon Trosky                   | bojovník národa ohně                                           |
| Mike Tyler                   | generál národa ohně                                            |
| Tino D. Valentino            | nohsled                                                        |
| Jackson Zachariah Vaughn     | vládce větru student                                           |
| Matt von Siegel              | bojovník severního rodu národa vody / voják národa ohně        |
| Thomas Walton                | bojovník národa vody                                           |